# روبوكون (مسلسل)
روبوكون (باليابانية: がんばれ!!ロボコン) هو مسلسل تلفزيوني درامي ياباني من إنتاج شركة توي عرض لأول مرة في 4 أكتوبر 1974 واستمر عرضه حتى 25 مارس 1977، بينما عُرض موسم ثاني آخر بعد 25 عام في 31 يناير 1999 واستمر حتى 23 يناير 2000. تمت دبلجة المسلسل بموسمه الثاني للغة العربية بواسطة مركز الزهرة وعرض على قناة سبيس باور.

## الممثلون
- فاطمة سعد - روبوكون
- آمال سعد الدين
- رأفت بازو
- مجد ظاظا
- رغدة الخطيب
- لويز عبد الكريم
- يحيى الكفري
- زياد الرفاعي
- سمر كوكش

## روابط خارجية
- روبوكون على موقع IMDb (الإنجليزية)